# Бармак Микола Валентинович
Барма́к Мико́ла Валенти́нович (нар. 13 січня 1966, Новоград-Волинський, УРСР) — український історик, учитель, науковець. Доктор історичних наук (2007), професор (2010). Член Українського геральдичного товариства.

## Життєпис
Микола Бармак народився 13 січня 1966 року у місті Новоград-Волинському, нині Новоград-Волинської громади Новоград-Волинського району Житомирської области України.
Закінчив історичний факультет Луцького педагогічного інституту імені Лесі Українки (1989, з відзнакою), аспірантуру Тернопільського державного педагогічного інституту, докторантуру Львівського регіонального інституту державного управління Національної академії державного управління при Президентові України (2006). 
Від 1989 в ТНПУ:
- асистент (1989) доцент (1999), завідувач (2009—2014), професор (2010) катедри історії України;
- декан історичного факультету (2013—2016);
- керівник науково-дослідного центру вивчення національних меншин та міжетнічних відносин (від 2018);
- завідувач кафедри історії України, археології та спеціальних галузей історичних наук (від 2019).

Начальник управління з питань внутрішньої політики Тернопільської ОДА (2001—2002).
Член редакційної колегії 3-томного енциклопедичного видання «Тернопільщина. Історія міст і сіл».

### Наукова діяльність
У 1997 році захистив кандидатську дисертацію «Міграційні процеси серед німецького, чеського та єврейського населення Волинської губернії (1796—1914 рр.)».
У 2007 році захистив докторську дисертацію «Формування владних інституцій Російської імперії на Правобережній Україні (кінець XVIII — перша половина XIX ст)».